# 南襄州
南襄州，中国南北朝北魏时设置的州，治所在襄城郡湖阳县（今河南省唐河县西南湖阳镇）。
北魏孝文帝太和二十一年（497年）置南襄州，下辖西淮安郡、襄城郡、北南阳郡三郡。北魏孝明帝孝昌年间分置南平州。西魏治所改为西淮安郡。西魏废帝三年（554年）南襄州改为湖州，下辖升平郡、洞川郡、襄城郡。